# Mafé
Le mafé ou maffé ou maafé (ou tiga dèguè na, sauce de pâte d'arachide, en mandingue) est une spécialité culinaire traditionnelle de la cuisine malienne,,,, étendue à la cuisine ouest-africaine, à base de morceaux de viande ou de poisson cuisinés dans une sauce arachide à la pâte d'arachide (ou beurre de cacahuètes),.

## Préparation
Le mafé se cuisine avec des morceaux de viande ou de poisson, mijotés avec des légumes, tomate, oignon, huile d'arachide, pâte d'arachide, herbes aromatiques, et épices,.

Quelques exemples
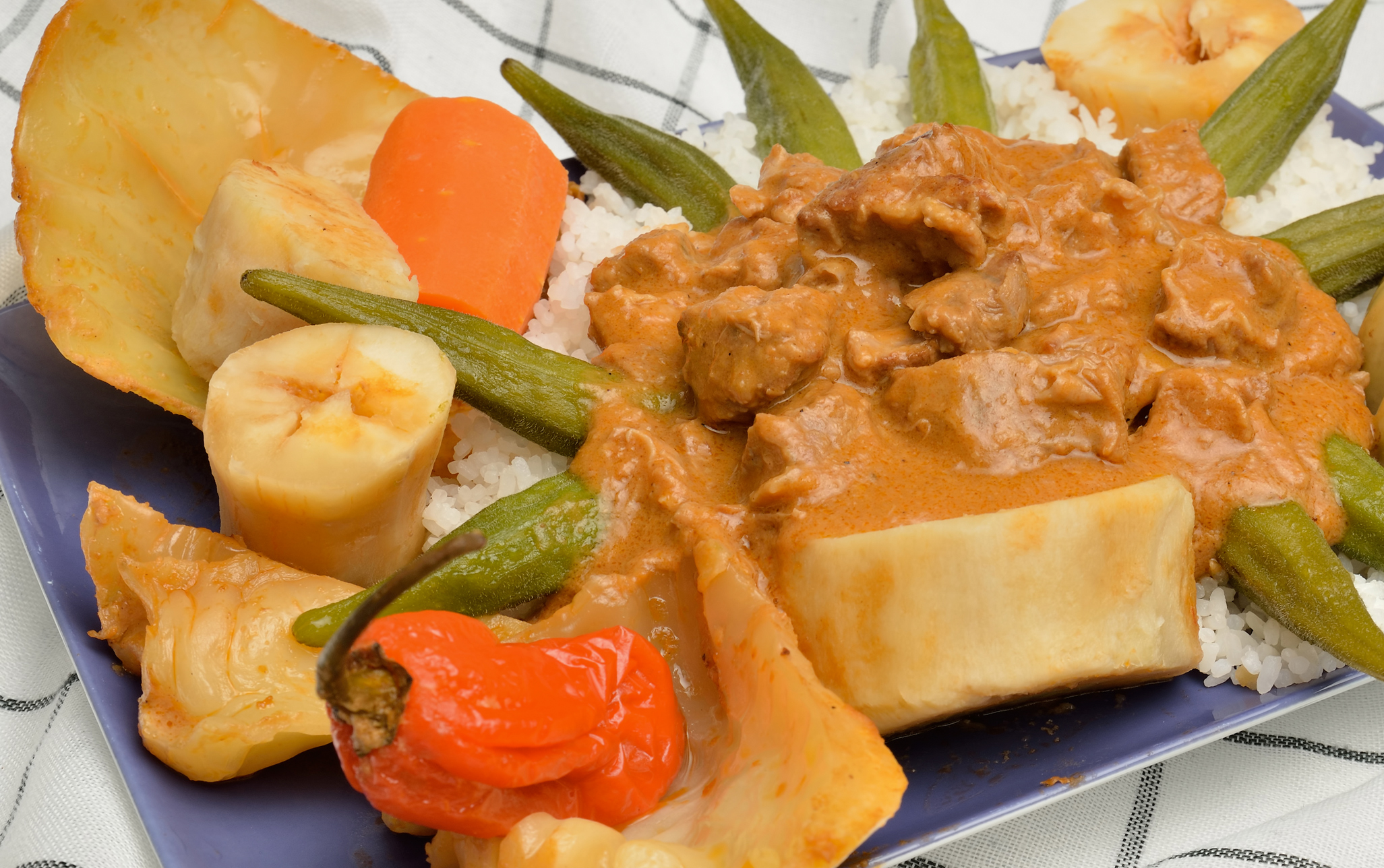
Mafé de bœuf sénégalais
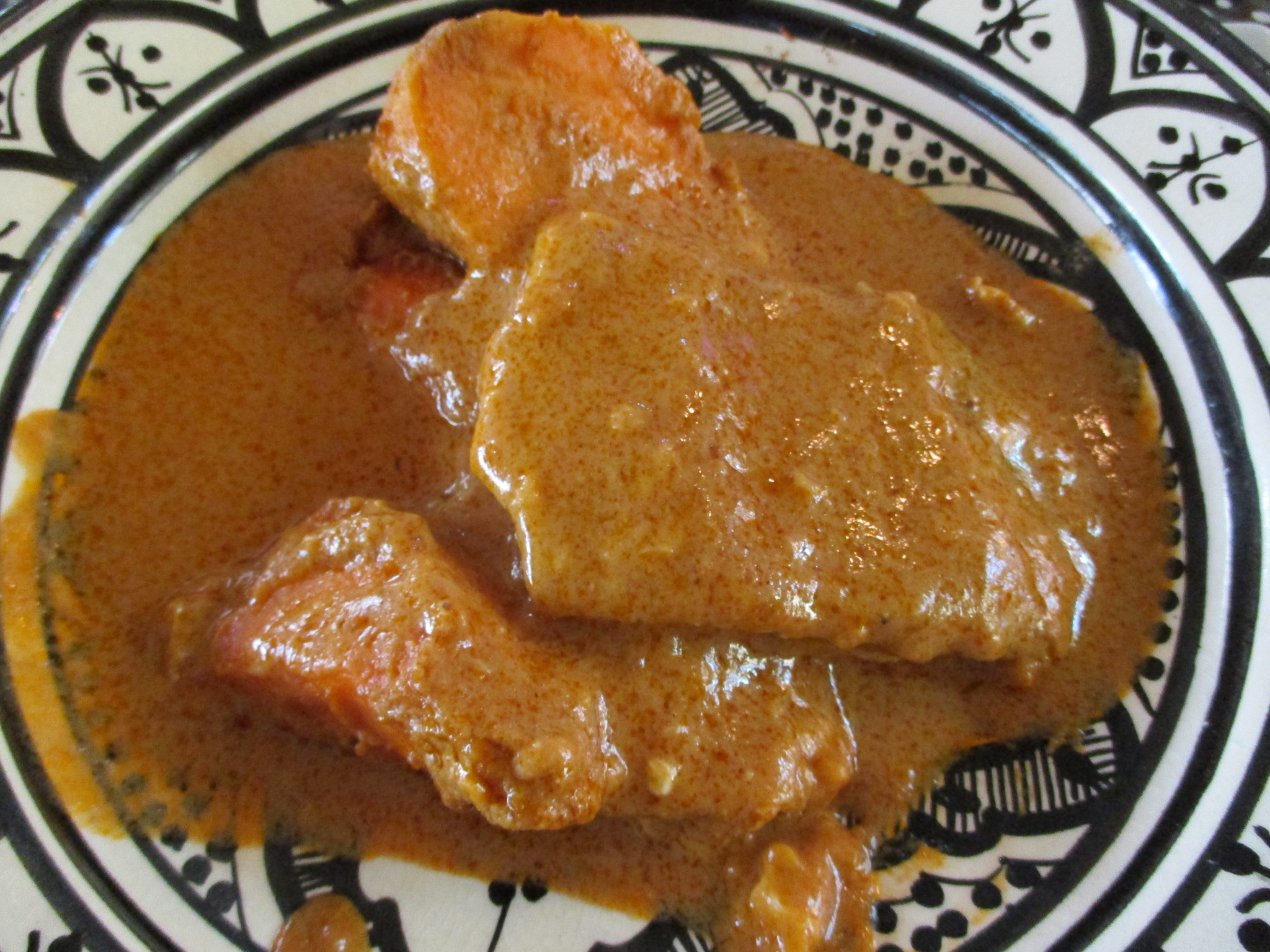
Mafé de poisson sénégalais
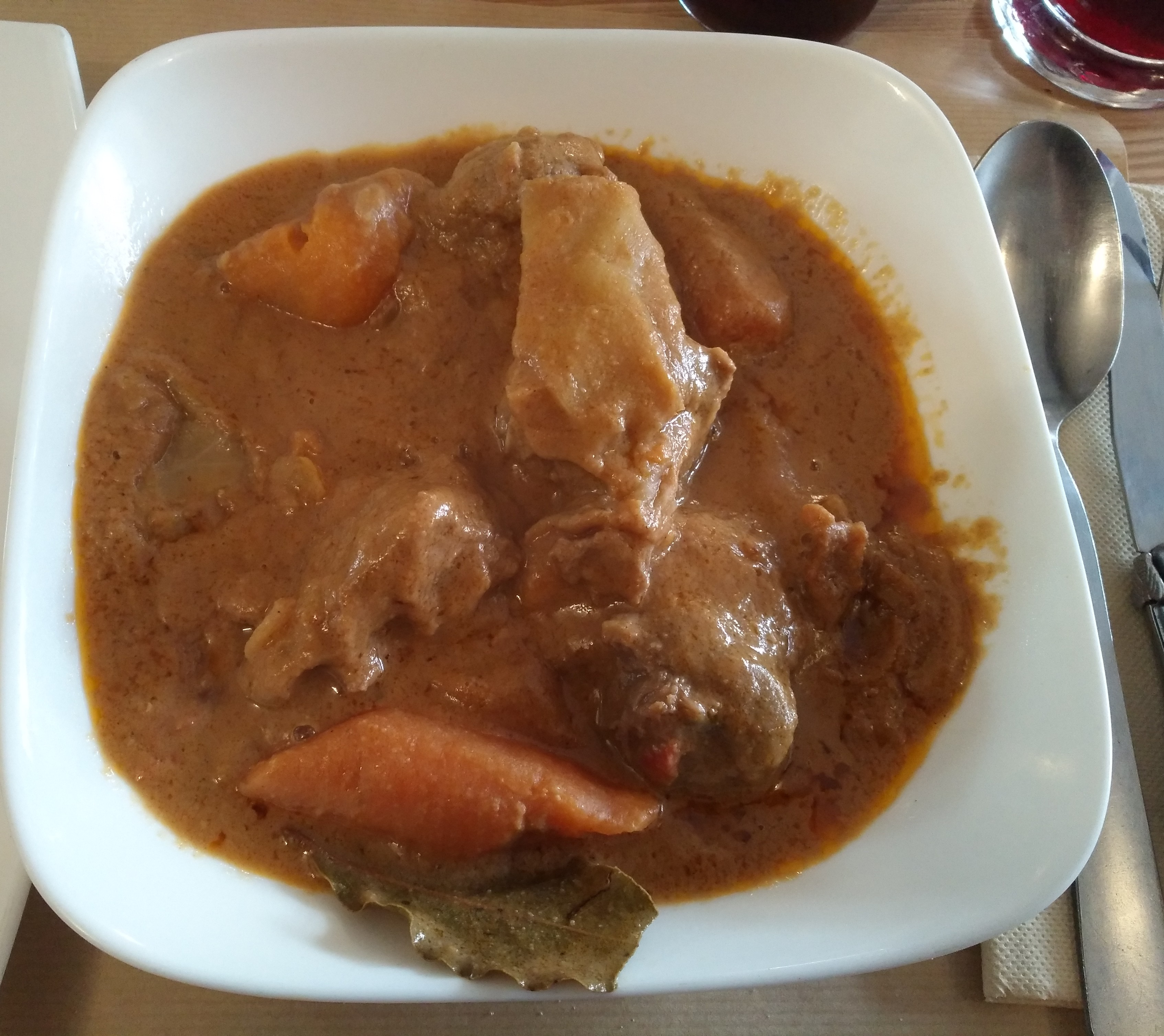
Mafé au bœuf
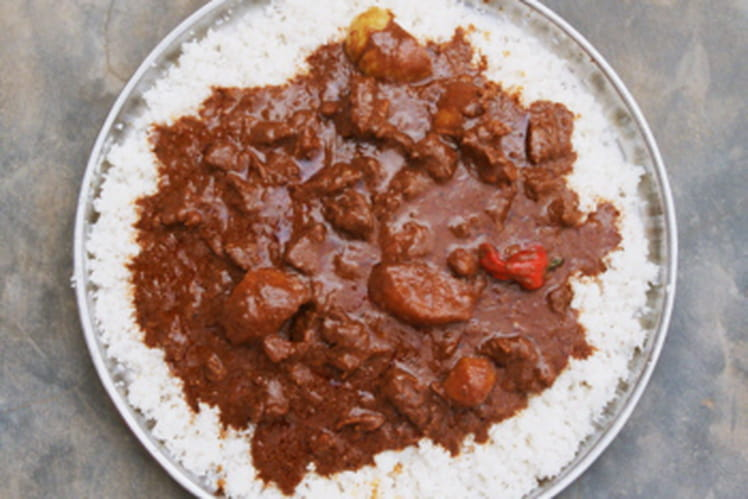
Mafé à la viande sénégalais

Il est traditionnellement accompagné avec du riz blanc, cuit et servi séparément (ñaari cin). Il peut également être servi entre autres avec du couscous, foufou, igname, alloco, gombo ou patates douces...

## Étymologie et dénominations
Le mafé est également appelé ragoût d'arachides au poulet (ou bœuf ou poisson) à la sauce d'arachide.
Le mot mafé est utilisé en wolof, en peul et en mandingue. Il viendrait plus précisément du terme wolof « maafe » qui signifie « ragoût d'arachides, ou plat préparé avec de la sauce d’arachide ». Selon le linguiste Valentin Vydrine, ce mot est également à rapprocher de :
- En Maninka de Guinée (malinké) : mànfen, màfen « sauce, épice » ;
- En Bambara : mànfɛn « assaisonnement » ;
- En Mandinka : màafeŋ, màafee : terme général pour « sauce », et par extension viande, gibier; poisson cuisiné avec cette sauce.

## Histoire
Tiga dèguè na une sauce originaire du Mali, notamment consommé par les peuples mandingues du Mali et du Sénégal. Avant l´importation de l´arachide au Sénégal, les Maliens utilisaient le pois bambara aussi appelé arachide en Bambara qui cependant ne devrait pas être confondu avec l'arachide actuelle que nous connaissons et qui fut introduit au Sénégal au XVIe siècle par les Portugais. Le Sénégal devint alors le centre du commerce de cette plante originaire d'Amérique du Sud. Le plat malien s'est par la suite répandu en Afrique de l'Ouest. Au Mali, on l’appelle « tiga dèguè na » signifie « la sauce de pâte d'arachide ». Dans certains pays, comme la Gambie, la Mauritanie ou le Burkina Faso, mafé désigne le plat malien, un plat à base de viande ou de poisson cuit dans une sauce au beurre de cacahuètes et servi avec du riz. C'est devenu le plat national du Mali.